# Montpezat (Lot-et-Garonne)
Montpezat település Franciaországban, Lot-et-Garonne megyében. Lakosainak száma 562 fő (2022. január 1.). Montpezat Cours, Dolmayrac, Granges-sur-Lot, Lacépède, Prayssas, Saint-Sardos és Le Temple-sur-Lot községekkel határos.

## Népesség
A település népességének változása:
| Lakosok száma | 787  | 600  | 611  | 584  | 574  | 579  | 559  | 549  | 550  | 562  |
|               | 1968 | 1982 | 1990 | 2006 | 2013 | 2015 | 2017 | 2019 | 2020 | 2022 |